# 카를로스 사베드라 라마스
카를로스 사베드라 라마스(Carlos Saavedra Lamas, 1878년 11월 1일 ~ 1959년 5월 5일)는 아르헨티나의 학자, 정치인으로, 1936년 라틴아메리카인으로는 처음으로 노벨 평화상을 수상했다.
1878년 부에노스아이레스에서 귀족의 아들로 태어났으며 1903년 부에노스아이레스 대학교에서 법학 박사 학위를 취득했다. 그 후 라플라타 대학교에서 법학 및 사회학 강사로 일했고 후에 교수로 임명된다. 그는 주로 노동법에 관한 책을 집필했으며 노동자의 대우를 담당하는 국제 기구의 중요성을 역설했다. 국제 노동 기구 설립에 기여했으며 아르헨티나의 국내 노동법의 기틀을 마련했다.
1906년 정치 활동을 시작했고 1908년에는 아르헨티나 의회 의원으로 당선되었는데 특히 외교에 대한 관심이 많았다. 1915년에는 법무교육부 장관으로 임명되었고 1932년부터 1938년까지(아구스틴 페드로 후스토 정부 시대) 외교부 장관을 지내면서 볼리비아와 파라과이 사이에 일어난 차코 전쟁을 중재하는 한편 남아메리카 국가와 유럽 국가 사이의 불가침 조약 체결을 지원했다. 1936년 국제 연맹 총회 의장으로 선출되었으며 같은 해에 노벨 평화상을 수상했다. 1941년부터 1943년까지 부에노스아이레스 대학교 총장을 지냈으며 1946년까지 교수를 지냈다. 1959년 부에노스아이레스에서 사망했으며 그의 묘는 부에노스아이레스 라 레콜레타 묘지에 안치되어 있다.